# Torsten Hahn
Torsten Hahn (* 1969) ist ein deutscher Germanist.

## Leben
Nach der Promotion 2001 zum Doktor der Philosophie wurde er 2001 wissenschaftlicher Mitarbeiter am kulturwissenschaftlichen Forschungskolleg Medien und kulturelle Kommunikation. Von 2001 bis 2007 war er wissenschaftlicher Assistent. Nach der Habilitation 2007 (Venia legendi für Neuere deutsche Literatur und Medienwissenschaft) war er von 2007 bis 2009 akademischer Oberrat, 2009–2012 Professor (W3) für Neuere deutsche Literatur und Medienästhetik an der FernUniversität in Hagen. 2012 war er Dekan der Fakultät für Kultur- und Sozialwissenschaften. Ab Oktober 2012 ist er Ordinarius für Deutsche Philologie an der Universität zu Köln.
Seine Forschungsschwerpunkte sind Pop und / als Oberfläche, Ästhetik und Poetik: Codierungen der Literatur / Theorie der Form, Medientheorie und Literatur sowie literarische Kommunikation und das Politische der Literatur.

## Schriften (Auswahl)
Monographien
- Fluchtlinien des Politischen. Das Ende des Staates bei Alfred Döblin. Köln 2003, ISBN 3-412-18502-7.
- Das schwarze Unternehmen. Zur Funktion der Verschwörung bei Friedrich Schiller und Heinrich von Kleist. Heidelberg 2008, ISBN 978-3-8253-5500-5.

als Herausgeber
- Lesen / Sehen. Literatur als wahrnehmbare Kommunikation, hg. von Charlotte Coch, Torsten Hahn und Nicolas Pethes. Bielefeld: transcript 2023 [i. V.].
- Formästhetiken und Formen der Literatur. Materialität – Ornament – Codierung, hg. v. Torsten Hahn u. Nicolas Pethes. Bielefeld: transcript 2020. (Mithg.)
- Translit 1: Marcel Beyer. Köln: Klaus Bittner 2016. (Mithg.)
- Freund/Feind und Verrat. Die politische Semantik der Kommunikationstheorie im 20. und 21. Jahrhundert. Köln: DuMont 2004. (= Mediologie, Bd. 12) (Mithg.)
- Kontingenz und Steuerung. Literatur als Gesellschaftsexperiment 1750–1830. Würzburg: Königshausen & Neumann 2004. (Mithg.)
- Popular Noise in Global Systems, in: Soziale Systeme 9 (2003), H. 2. (Mithg.)
- Medienkultur der 60er Jahre. Diskursgeschichte der Medien nach 1945, Bd. 2. Wiesbaden: Westdeutscher Verlag 2003. (Mithg.)
- Grenzgänge zwischen Wahn und Wissen. Zur Koevolution von Experiment und Paranoia 1850–1910. Frankfurt/M./New York: Campus 2002. (Mithg.) (Rez. in Frankfurter Rundschau v. 31.08.2002, Süddeutsche Zeitung v. 22.05.2003 und Berichte zur Wissenschaftsgeschichte 26 (2003))
- Internationales Alfred-Döblin-Kolloquium Bergamo 1999. Bern u. a.: Lang 2002. (= Jahrbuch für Internationale Germanistik, Reihe A, Bd. 51)

Aufsätze
- mit Christof Hamann (Hrsg.): Marcel Beyer. Köln 2016, ISBN 3-926397-28-4.
- mit Cornelia Epping-Jäger und Erhard Schüttpelz (Hrsg.): Freund, Feind & Verrat. Das politische Feld der Medien. Köln 2004, ISBN 0-19-814666-3.